# Rolf Stiefel
Rolf Ernst Stiefel (* 1. Mai 1920 in Koblenz; † 16. August 2005 in Köln) war ein deutscher Hörfunksprecher und Parodist. 

## Leben
1945 wurde der gelernte Auslandskorrespondent Nachrichtensprecher bei Radio Koblenz. Bald folgten auch Moderationen von Unterhaltungssendungen und Rollen in Hörspielen. 1946 wechselte er zum Nordwestdeutschen Rundfunk nach Köln, wo er bis in die zweite Hälfte der 1950er Jahre tätig war. Seine zweite Karriere als gefragter Parodist an deutschen Kabaretts und Varietés begann Stiefel am Düsseldorfer Palladium, danach spielte er auch an Willy Schaeffers’ Tingeltangel in Berlin. Hieraus entstanden Plattenaufnahmen seines Ende der 1950er Jahre 16 Berühmtheiten umfassenden Repertoires (darunter Richard Romanowsky und Adolf Hitler) bei Telefunken.

## Filme (Auswahl)
- 1969: Luftschlacht um England (Battle of Britain)

## Diskografie
- Heinz Erhardt, Rolf Stiefel: Selten so gelacht (Tonträger), Telefunken C-117 o. J.
- Rolf Stiefel, Addi Münster, Heinz Erhardt: Humoris Causa - Die Grosse Lachparade Nr. 1 (Tonträger), Telefunken BLE 14 279-P (LP 1963)
- Maria Munkel-Köllisch, Addi Münster, Rolf Stiefel, Kurt Lehfeld: Humoris Causa - Die Grosse Lachparade Nr. 5 (Tonträger), Telefunken SLE 14 519-P o. J.

| Personendaten    | Personendaten                          |
| ---------------- | -------------------------------------- |
| NAME             | Stiefel, Rolf                          |
| ALTERNATIVNAMEN  | Stiefel, Rolf Ernst                    |
| KURZBESCHREIBUNG | deutscher Hörfunksprecher und Parodist |
| GEBURTSDATUM     | 1. Mai 1920                            |
| GEBURTSORT       | Koblenz                                |
| STERBEDATUM      | 16. August 2005                        |
| STERBEORT        | Köln                                   |